# 공훈여성기악중주조
공훈여성기악중주조(功勳女性 器樂重奏組, 영어: Merited Women's Instrumental Ensemble)는 조선민주주의인민공화국 만수대예술단의 여성 연주자로만 구성된 기악 중주단이었다. 노동신문 2001년 9월 30일 보도에 의하면, 여성기악중주조는 1969년 김정일의 지도로 창단되었으며 흰색 치마저고리 차림의 무대 의상으로 백설공주라는 애칭을 얻었다.

## 역사
노동신문은 2002년 3월 17일 자에서 공훈여성기악중주조는 독특하고 이채로운 여성기악중주단을 만들라는 김정일의 지시로 1969년 9월 27일 창단되었다고 보도하였다. 1979년에 공훈 칭호를 수여받아 공훈여성기악중주조가 되었으며, 2009년 1월 삼지연악단이라는 새로운 이름으로 다시 창단되었다.

## 특징과 구성
여성 연주자로만 구성된 기악중주조는 악기 편성이 독특하고 연주 형식이 독창적이며 또한 소박하면서 품위가 있는 연주를 특징으로 하고 있다고 노동신문은 보도하였는데, 김정일은 여성기악중주조가 남성들의 중주와는 악기 편성부터 달라야 한다고 하였으며 이에 따라 바이올린과 첼로를 기본으로 하여 비올라, 하프, 플루트, 클라리넷, 실로폰과 피아노 등을 포함시켰으며 이러한 다양한 악기들의 울림을 감싸줄 수 있는 콘트라베이스를 배합하였다.
또한 편곡에 있어서도 "명곡의 기본 선율을 살리고 중주조로서의 특성에 맞는 소박하고 맵시 있는 그리고 섬세한 맛이 나는 우수한 작품을 공연 무대에 올리고 있다"고 노동신문은 강조하였다. 여성기악중주조는 전통적 의상인 흰색 치마저고리를 입어서 무대 조명과 결합돼 흰 눈과도 같은 눈부신 그리고 선녀 같은 의상으로 하여 "백두산의 백설공주"라는 칭호를 얻었다.
주요 연주자로 김금이(첼로), 오영란(첼로), 리은정(피아노), 리순애(바이올린) 등이 알려져 있으며 총 단원 26명으로 구성되어 있었다.

## 대표 곡과 공연활동
이들이 연주한 대표 곡으로 〈눈이 내린다〉를 비롯하여 9중주 〈즐거운  무도곡〉, 5중주 〈기다려다오〉, 그리고 피치카토 연주의 〈웃음꽃이 만발했네〉. 〈휘파람〉 등이 있다. 2015년 봄 평양 인민극장에서 원로 가수들의 공연 '추억의 노래'가 있었는데 김정일 국방위원장 당시 '백설공주'로 불리며 인기를 얻었던 공훈여성기악중주조 역시 오랜만에 재결성되어 이 무대에 모습을 보였다.

## 같이 보기
| - 공훈국가합창단 - 만수대예술단 - 왕재산예술단 - 보천보전자악단 | - 은하수관현악단 - 모란봉악단 - 청봉악단 - 삼지연관현악단 |